# Les Maçons
Les Maçons è un cortometraggio muto del 1905 diretto e montato da Alice Guy, la prima donna a dirigere un film.
Ispirato al film Les Cambrioleurs modernes del 1902, la pellicola fu realizzata mentre Guy era sotto contratto con la Gaumont.

## Trama
Due poliziotti passano vicino ad un'impalcatura su cui stanno lavorando dei muratori, che versano dell'intonaco sugli ignari poliziotti. I poliziotti, incerti se il gesto sia stato intenzionale o meno, rimproverano gli operai prima di recarsi al bar vicino per bere qualcosa. Gli agenti rubano la bottiglia al barista, ma i muratori a loro volta la rubano a loro. Ciò porta a ulteriori scontri tra muratori e ufficiali, che culminano in un inseguimento attorno alle impalcature.

## Produzione
Il film si ispira alla pantomima dell'operetta di Victor de Cottens e Paul Gavault Le Papa de Francine (1896), rappresentata dalla troupe di acrobati e comici di James Price sia in occasione del debutto sulle scene che in un adattamento cinematografico del 1907. Il numero fu portato sul grande schermo per la prima volta nel 1902 nel film Les Cambrioleurs modernes, di cui Les Maçons è probabilmente un remake. Alice Guy volle che i poliziotti fossero vestiti come dei bobby inglesi invece che come gendarmi francesi, possibilmente per tentare di nascore l'origine comune dello sketch.